# Isaac Felipe Azofeifa
Isaac Felipe Azofeifa Bolaños (Santo Domingo, 11 de abril de 1909-San José, 3 de abril de 1997) fue un poeta, docente y político costarricense, reconocido como uno de los más importantes intelectuales del siglo XX en Costa Rica.
Se dedicó a la poesía, a la crítica literaria, a la docencia y a la política y en todos estos campos dejó una huella indeleble e imperecedera. Como poeta, Azofeifa cantó al amor, al erotismo, a la mujer, al dolor del prójimo y a las tribulaciones del mundo. Por eso, se le ha considerado como el poeta más importante del siglo XX en su país. Azofeifa fue además docente, primero en el Liceo de Costa Rica y luego en la Universidad de Costa Rica, siendo parte del comité de evaluación que inició la construcción de las pruebas de admisión a dicha universidad, siendo por aquel entonces filólogo y profesor de estudios generales.

## Primeros años de vida
De hidalga estirpe campesina, su obra refleja una fina sensibilidad contemplativa pero apasionada, que alterna el vuelo lírico con su conciencia social. Estilísticamente evolucionó desde el modernismo, sorbiendo de las vanguardias y del postmodernismo hasta conformar su propio verbo.
En 1929 ingresó al Instituto Pedagógico de la Universidad de Chile, donde se recibió como Profesor de Estado en Castellano. Formó parte del grupo vanguardista "Runrunismo" y convivió con poetas como Pablo Neruda, Juvencio Valle, y destacó dentro de sus amistades el poeta chileno Pablo de Rokha.
En 1935 regresó a Costa Rica y dedicó su vida a la literatura, la educación y la política. Creó el Centro de estudios de los problemas nacionales, y la revista Surco. De 1943 hasta su jubilación, fue profesor de literatura en la Universidad de Costa Rica. Desde esta posición introdujo nuevos métodos de enseñanza y discutió el significado y la función de la educación.

## Vida literaria
Se estrenó en la literatura tras obtener el segundo lugar en un certamen del Diario de Costa Rica. Sin embargo habrían de pasar muchos años antes de que publicara su primer libro de poemas, Trunca Unidad (1958). Con el tiempo se sumaron Vigilia en pie de muerte (1962), Canción (1964), Estaciones (1967), Días y territorios (1969), entre otros. 
En el campo del ensayo, fue pionero en los estudios de la literatura nacional. También buscó definir las características de la identidad del costarricense.
Azofeifa obtuvo importantes distinciones y premios: Académico de la Lengua; Premio Nacional de Poesía, y en 1972 se le concedió el Premio Nacional de Cultura Magón.

## Vida política
Políticamente, Azofeifa fue uno de los principales fundadores de la social democracia, destacando entre los fundadores del Partido Liberación Nacional, en cuyas filas figuró, siendo embajador en Chile y la Unión Soviética durante los gobiernos de los presidentes Orlich (62-66), Monge (82-86) y Arias Sánchez (86-87).
En 1989, renuncia al partido Liberación Nacional y funda el Partido del Progreso, por el cual fue candidato a la presidencia de Costa Rica. Posteriormente, junto a disidentes de varios partidos funda el partido Fuerza Democrática, ambos con tendencia de centroizquierda, buscando consolidar una tercera fuerza política que neutralizara el bi-partidismo tradicional costarricense.

## Últimos años de vida
En abril de 1996, y cuando revisaba su último poemario Órbita, sufrió un derrame cerebral que lo mantuvo en coma por un año.
Y aunque, “todos los poetas son santos y se van al cielo”, como dice el escritor colombiano Cobo Borda, Isaac Felipe era humilde y declaraba: “El poeta es también un ser ordinario, común, y más semejante que los demás al hombre. Ama, come, duerme y es rencoroso y dulce y también trabaja como los honestos bueyes vencidos para ser útil y quizás por esto recordado”.
Tres fueron sus rutas a lo largo de activos y prolíficos 87 años: la educación, la poesía y la política, entendidas las tres como acciones para mejorar la vida de todas las personas. 
En los tres campos brilló, supo ser innovador, fiel a su ideario humanista hasta el fin, y un hombre jovial y generoso con visión penetrante de la realidad, sus bellezas y sus injusticias.

## Obras literarias
- Trunca Unidad (1958)
- Vigilia en pie de muerte (1962)
- Canción (1964)
- Estaciones (1967)
- Días y territorios (1969)
- El Viejo Liceo (1973)
- Cima del gozo (1974)
- Cruce de vía (1982)
- Órbita (1996)